# إيريك فان دي ويلي
إيريك فان دي ويلي (بالفرنسية: Eric Van De Wiele)‏ ولد بتاريخ 27 أكتوبر 1952 في غنت، هو دراج بلجيكي سابق.

## روابط خارجية
- إيريك فان دي ويلي على موقع أرشيف الدراجات (الإنجليزية)
- إيريك فان دي ويلي على موقع إحصائيات الدراجات الإحترافية (الإنجليزية)